# 爱尔兰侨民

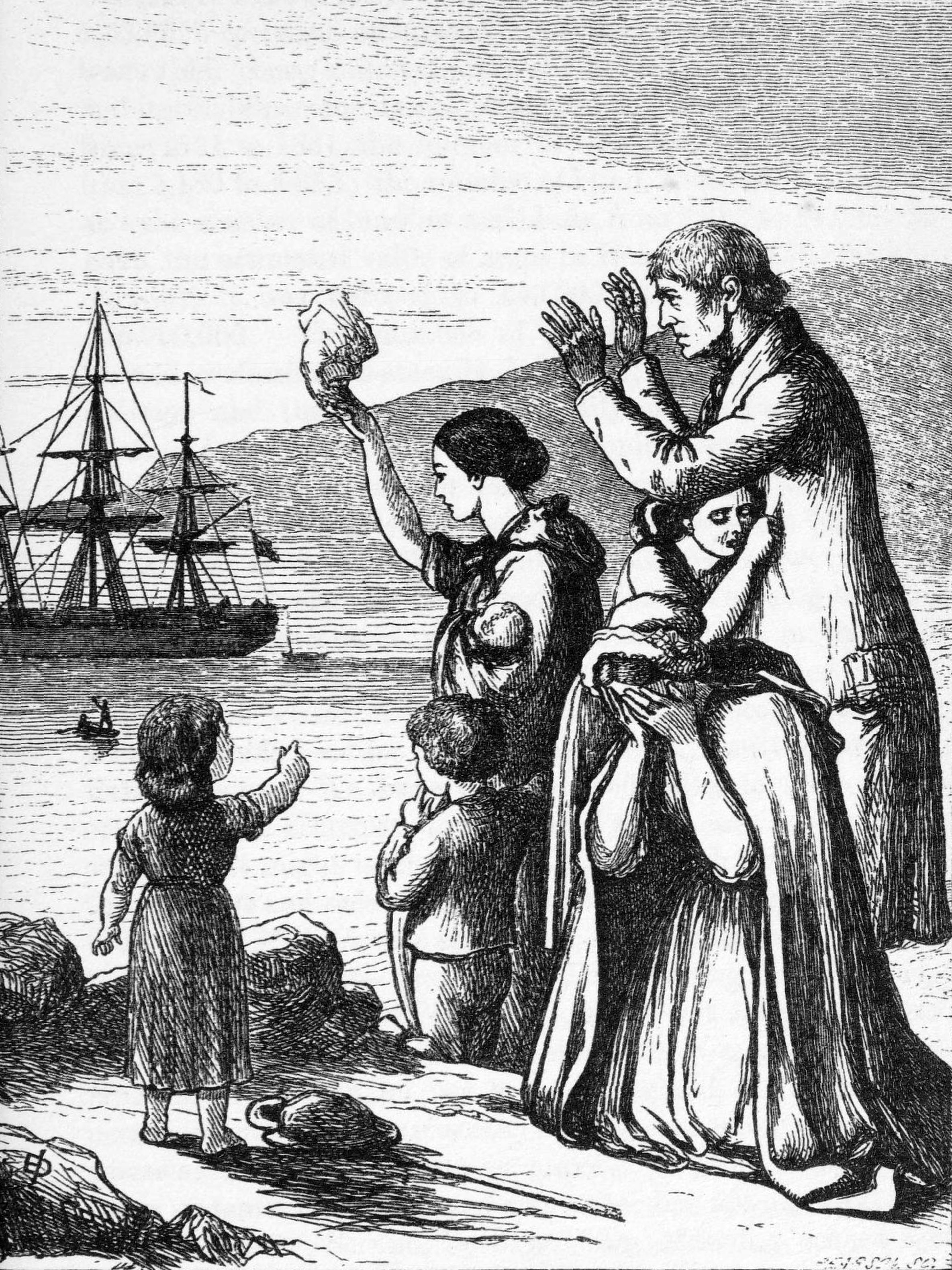
“离开爱尔兰的移民”，由亨利·多伊尔所作的版画，出自玛丽·弗朗西斯·库萨克的《爱尔兰历史插图》 ，1868年

爱尔兰侨民 指居住在爱尔兰岛以外的爱尔兰族人及其后代。
爱尔兰向外的移民现象最早记录于中世纪前期， 但人们对它的量化从1700年左右才开始。自那时起，有900到1000万在爱尔兰出生的人移居国外。这比爱尔兰本土的人口还要多。在大饥荒前夕的历史高峰期爱尔兰本土最多有850万人口。他们中最穷的去了英国，尤其是利物浦。那些能够付得起旅行价格的人则走得更远，其中近500万人移居去了美国。 時至今日，愛爾蘭裔美國人的人口已經比愛爾蘭全國人口多7倍。